# Католицька церква в Білорусі
Като́лицька це́рква в Білору́сі — друга християнська конфесія Білорусі. Складова всесвітньої Католицької церкви, яку очолює на Землі римський папа. Керується конференцією єпископів. Існувало 4 діоцезій, які об'єднували 402 церковних парафій.  Кількість  священиків — 371 (з них представники секулярного духовенства — 214, члени чернечих організацій — 157), постійних дияконів — 0, монахів — 207, монахинь — 354.
Станом на 31 квітня 2013 року в країні налічувалося 4 дієцезії, до яких входила 621 парафія та більше 450 католицьких храмів. У парафіях працювало 407 священників, з яких 168 (41 %) — іноземні громадяни (у тому числі 161 з Польщі). Також діяли дві вищі духовні семінарії у Гродно і Пінську (Берестейська область) та катехитична колегія у Барановичах (Берестейська обл.). Окрім цього існувала одна римо-католицька митрополія.
Католицьке духовенство у країні представлене 6 єпископами та 450 священиками. Загальна кількість католиків римського обряду — 1,4 млн, а візантійського — біля 3 тис. осіб, що складає 15 % населення країни. Найбільше вірян проживає на заході країни (передусім у Гродненській області, де вони становлять більше 60 % місцевого населення), хоча католицькі общини існують по всій території Білорусі.

## Історія

### Раннє Середньовіччя
Появу християнства у цих місцях дослідники пов'язують з варягами, котрі налагодили торговий шлях «із варягів у греки». Імовірно, наприкінці IX століття з'явився ще один шлях, завдяки якому християнство дісталося білоруських земель — з Великої Моравії. У 992 році християнство було введено на території Білорусі у своїй початковій формі, — ще до офіційного поділу на православ'я та католицтво. Західнохристиянські настрої також проникали сюди завдяки місіонерам, торговим та економічним зв'язкам з західноєвропейськими країнами.
Початок поширення християнства латинського зразка іноді відносять до межі X—XI століть. Згідно з дослідженнями білоруського історика Андрія Котлярчука, хрещення білоруських земель відбулося у 986 році місіонером Торвальдом Мандрівником, уродженцем Ісландії та «повноважним представником Візантії до руських князів у країнах Східної Балтики». У 986 році він прибув до Полоцька (разом з помічником Стевніром Таргельсоном) і заснував храм та монастир св. Йоана Хрестителя «недалеко від місця під горою під назвою Дрофн».
Зокрема у «Сазі про хрещення» (д.-сканд.: Kristni saga), яка описує події приблизно 1000 року, розповідається про подорож Торвальда, який свого часу приніс християнство до Ісландії, в Єрусалим та Константинополь. На зворотньому шляху Торвальд опинився у Полоцьких землях, де незабаром помер та був похований при храмі св. Йоана Хрестителя. В іншій скандинавській сазі також розповідається про те, що Торвальд заснував при храмі монастир, де й помер.
У 1005 році місцевий князь Святополк заснував у Турові храм за латинським обрядом.

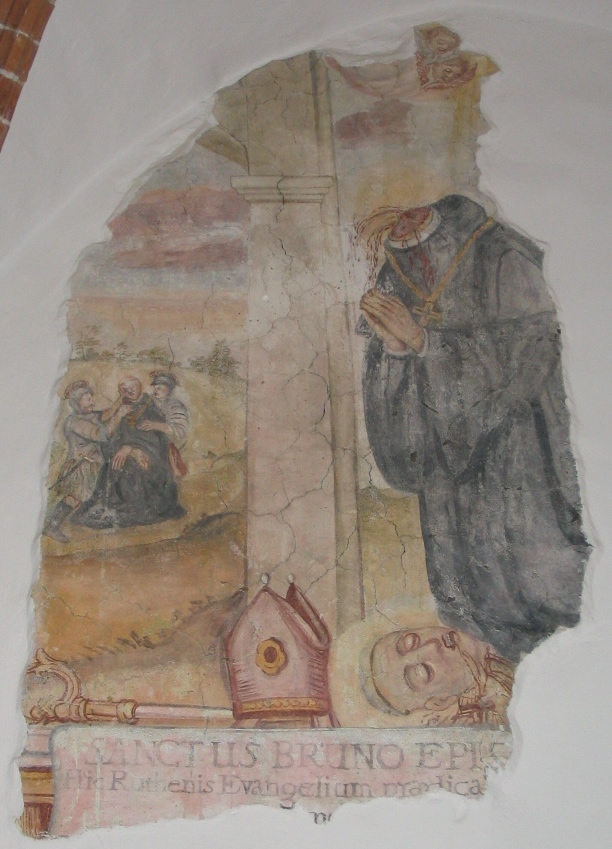
Смерть святого Бруно Кверфуртського

На заході Білорусі християнство проповідував Бруно Кверфуртський, вбитий у 1009 році язичниками «на межі Литви і Русі». Але водночас з цим приблизно у 1010-13 роках до Турова прибула місія колобжегського єпископа Райнберна, запрошеного князем Святополком, який був одружений з дочкою польського короля Болеслава І. Дипломатичної підтримки у Папи Григорія VII шукав вигнаний у 1068 році великий князь київський і князь турівський Ізяслав Ярославич, а згодом його син Ярополк 17 квітня 1075 року отримав від Григорія VII буллу на велике княжіння у Києві (події 1075 року зображені у мініатюрах Трірського псалтиря).
Розбрат між Римською та Константинопольською церквами у XI-XII ст. істотно не вплинув на ситуацію на білоруських землях. Зокрема, коли ксьондз Мейнард, який прибув з Бременської дієцезії, у 1186 році попросив дозволу на проповідування християнства серед лівів у полоцького князя Володимира, останній не лише дозволив це, а й обдарував Мейнарда коштовними подарунками.
Заснована на початку XIII ст. Ризька дієцезія здійснювала великий вплив на релігійні стосунки у регіоні. У 1240-60-х роках (або навіть раніше) у полоцьких володіннях вже існували дві дієцезії, підпорядковані з 1255 року митрополичій кафедрі у Ризі: Руське єпископство у Полоцьку та Селонське — у залежній від Полоцьку Селонській землі.

### Велике Князівство Литовське

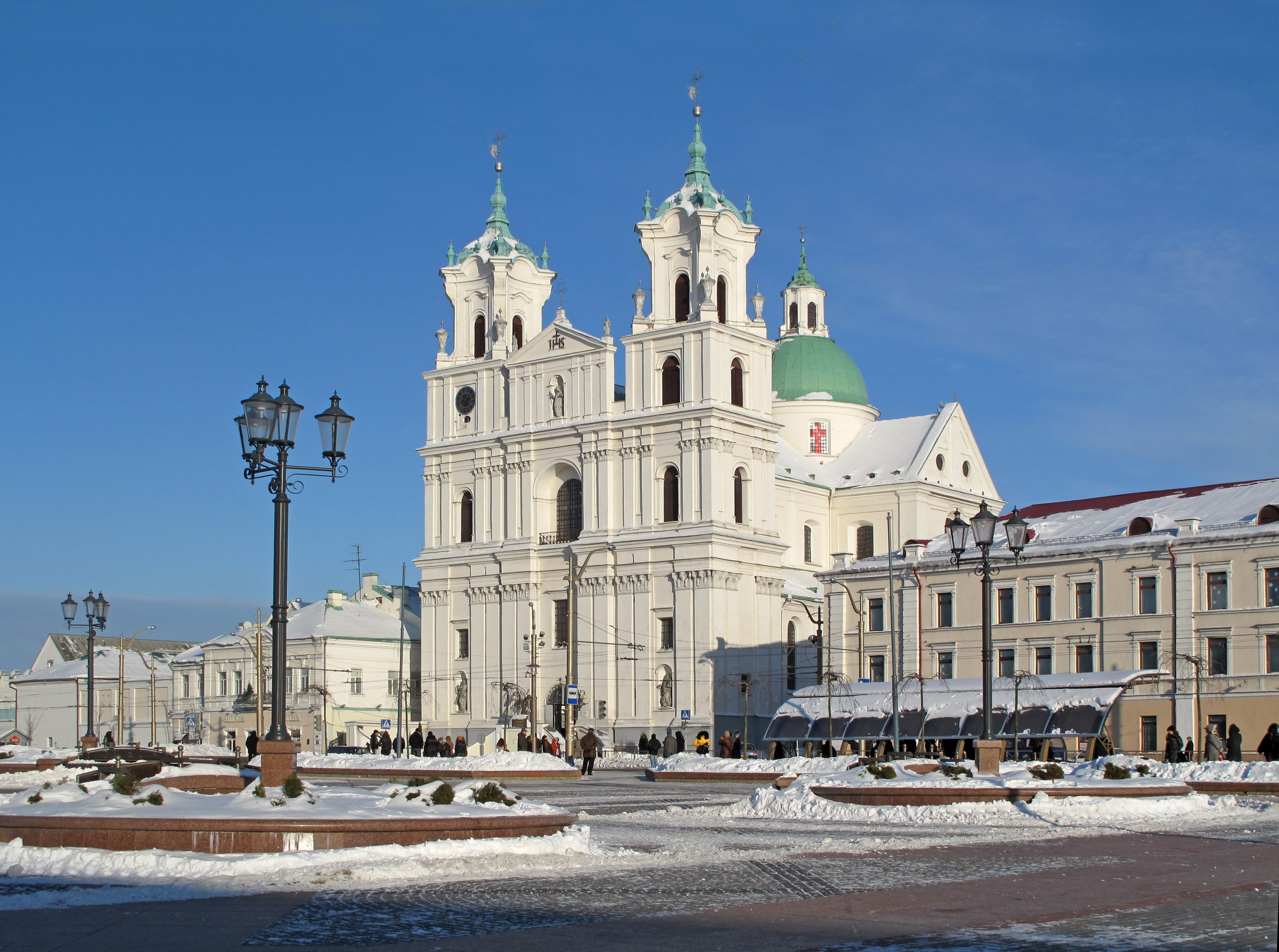
Костел Св. Франциска Ксаверія — кафедра гродненського єпископа

У 1250-х роках відбулося перше призначення римо-католицького єпископа на білоруських землях після того, як великий князь Литовський Міндовг прийняв хрещення за католицьким обрядом та королівську корону. Разом з ним хрестилися його дружина Морта та 600 підданих. Новоствореному королівству надавався привілей на підпорядкування єпископства безпосередньо Папі. Межі єпископства відповідали державним кордонам Великого Князівства Литовського, а єпископами призначили Віта та Християна. При Міндовгу було створено інші єпископські кафедри та збудовано декілька костелів, також вступили в силу закони домініканців і францисканців. Але на початку 1260-х років дієцезія припинила своє існування, а єпископ Християн від'їхав до Німеччини. До 1387 року ВКЛ не мало територіальної організації Римо-католицької церкви.
У 1320-х роках німецькі домініканці та францисканці мали по монастирю у Вільні і Новогрудку. Католицькі ченці були при дворах великих князів Вітеня та Гедиміна. У 1360-х роках католицтво прийняв син великого князя Кейстута Товтивіл.
Католицизм почав активно поширюватися у ВКЛ завдяки великому князю Литовському Ягайлу. У 1386 році, згідно з угодою, укладеною з Польщею, він охрестився за католицьким обрядом і прийняв ім'я Владислава, ставши таким чином королем Польщі. Окрім того, у католицтві були передусім охрещені язичники зі знаті Жемайтії та Аукштайтії (зараз Литовська Республіка) і для католиків почали надаватися привілеї. З часом більша частина знаті (шляхти) прийняла католицтво, тоді як більшість простого населення лишилось православним.
Згодом було засновано 7 парафій (у тому числі у Вільні, Обольцях, Гайні та Креві). У 1387 році було засновано Віленську дієцезію, яку наступного року затвердив Папа. Територія єпископства охоплювала балтійські та велику частину білоруських земель окрім південно-східних з Брестом та Пінськом, які входили до складу Володимирської дієцезії з центром у Володимирі-Волинському. У першій чверті XV століття Віленське та Жемайтійське єпископства (утворене 1417 року) були підпорядковані гнезненському архієпископу у Польщі, а Володимирське єпископство у 1425 році об'єдналося з Луцьким. З 1613 року на східних землях існувало Смоленське єпископство (канонічне у 1636—1798 рр.). До 1430 року виникло ще 20 парафій: у 1772 році у Віленській дієцезії їх було 429, а філіальних костелів та публічних каплиць — 192. Головним патроном Віленського єпископства проголосили святого княжича Казимира.
Наприкінці XV—XVI ст. Католицька церква на території Білорусі переживала кризу і частково втратила свої позиції у період Реформації. Для подолання кризи було проведено церковну реформу, яка зародилась у чернечому товаристві, була підтримана Ватиканом і санкціонована Тридентським собором. Найбільше уваги приділялося питанням підвищення рівня освіченості священиків та дисципліни. У парафіях ксьондзи мали вести метричні книги, організовувати паломництва, створювати католицькі братства, шпиталі, початкові школи та бібліотеки. У 1596 році було укладено Берестейську унію. Після цієї події, а також після розширення привілеїв для католиків та появі у Речі Посполитій єзуїтів, кількість навернутих до католицтва збільшилась. Єзуїти організовували школи, які давали якісну освіту для дітей усіх конфесій. У Великому князівстві Литовському єзуїти також вдавалися до місіонерської діяльності (переважно серед магнатів і шляхти), організовували публічні виступи, диспути та різні театральні вистави..
На білоруських землях головну роль у поширенні католицтва відігравали чернечі ордени. Орденських священиків було більше, аніж дієцезійних; також вони представляли усі групи чернечих організацій. У 1772 році на території Білорусі діяли монастирі 27 орденів (19 чоловічих і 8 жіночих), а найбільше ченців було у жебрацьких орденах (августинці, цистерціанці, домініканці, кармеліти, францисканці). У XVI—XVIII ст. з'явилися нові ордени: боніфратри, єзуїти, маріани, місіонери, піари, тринітарії тощо. Більшість монастирів знаходилася у містах. Також діяло близько 150 уніатських базиліанських монастирів та близько 160 католицьких. Визначним осередком чернечого життя було Вільно, яке у 1772 році посідало перше місце у Речі Посполитій за кількістю орденських священиків (774 особи) і третє — за кількістю монастирів (22). Наприкінці XVIII ст. близько 80 % населення Білорусі були уніатами і близько 15 % — католиками.
Діяльність Римо-католицької церкви на території Білорусі поширювала вплив традицій західної Європи і залишила помітний слід у історії та культурі країни: сприяла розвитку навчальних установ та книгодрукування, формуванню наукових кадрів. У галузі мистецтва вона принесла культуру бароко, розвивала традицію шкільних театрів, григоріанських співів, вокально-інструментальної музики. З ченців походили й такі науковці та діячі культури, як Францішек Богомолець, Ян Хризостом Богомолець, Бенедикт Добшевич, Альберт Коялович, Зігмунт Лауксмін, Казимир Нарбут, Францішек Міліконт Нарвойш, Мартин Почобут-Одляницький, Мацей Сарбевський, Єронім Стройновський, Станіслав Шадурський, Станіслав Боніфацій Юндзіл та інші.

### Російська імперія
Після першого поділу Речі Посполитої у 1772 році до Російської імперії відійшла територія, на якій проживало близько 100 тисяч римо-католиків. 22 листопада 1773 року російська імператриця Катерина II без узгодження з Римом створила Білоруську дієцезію з центром у Могильові, поставивши на її чолі єпископа Станіслава Богуша-Сестренцевича. Цій дієцезії підкорялися усі парафії Російської імперії. У результаті довгострокових перемовин зі Святим Престолом замість Білоруської дієцезії 17 січня 1783 року була створена Могильовська архідієцезія, затверджена буллою Папи Пія VI від 15 квітня 1783 року.
Станом на 1791 рік на території Великого князівства Литовського (без східних районів, включених до складу Російської імперії) католики латинського обряду становили 38 % населення, а греко-католики (католики грецького обряду) — ще 39 %. Найбільше римо-католицьких парафій знаходилось у повітах (за новим адміністративним поділом): Ошмянському (62), Гродненському (49), Брестському (40), Новогрудському (29), Лідському (24) та Мінському (20), а найменше — у Мозирському (2), Річицькому (2) та Пінському (3).
Після третього поділу Речі Посполитої у 1795—1798 рр. замість скасованої Віленської діяла Інфляндська дієцезія з центром у Вільні. У 1798 році Віленську дієцезію було відновлено; до її юрисдикції входили західні білоруські землі. У 1795—1798 рр. здійснювалася спроба створення Пінської дієцезії, згодом скасованої папським нунцієм Л. Літта як неканонічно утвореної; 1798 року було створено Мінську дієцезію . Загалом станом на 1798 рік у Російській імперії було 6 римо-католицьких дієцезій, три з яких — Віленська, Могильовська та Мінська — охоплювали територію Білорусі. Уряд Російської імперії не визнав розпуску ордену єзуїтів у 1773 році, тому колегіуми в Полоцьку, Могильові, Мстиславлі та Орші продовжували працювати.
26 лютого 1797 року для керування Римо-католицькою церквою створено департамент із католицьких справ при Юстиц-колегії Ліфляндських, Естляндських та Фінляндських справ, які 26 січня 1798 року були виділені окремо. У 1801 році замість департаменту засновано римо-католицьку духовну колегію — найвищу римо-католицьку установу Російської імперії, якій були підпорядковані усі начальники, установи та священицтво. Проти повноважень колегії виступали єпископи та Ватикан, зазначаючи, що така установа зменшує права єпископів та суперечить вченню церкви. У 1847 році у конкордаті між Росією та папством були затверджені межі та кількість дієцезій, а права римо-католицької колегії обмежувалися до установи-посередника між урядом і єпископами та керівника майнових справ.

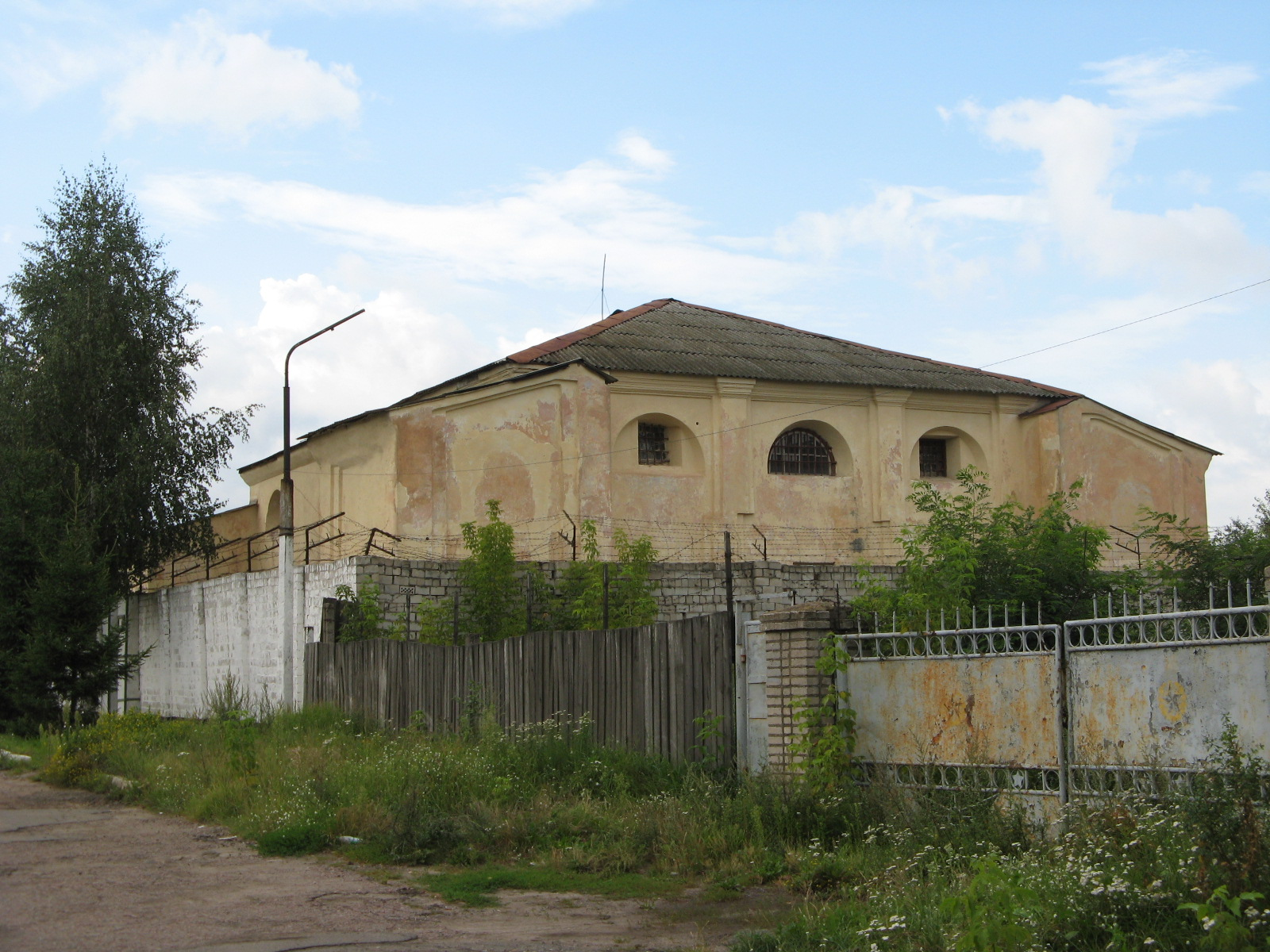
Сучасний стан костелу Святих апостолів Петра і Павла у Бобруйську, переробленого російською владою на цейхгауз

Значна частина католицького духовенства підтримала Польське повстання 1830—1831 рр.: за підрахунками О. В. Карпович, у повстанні брали участь 136 представників католицького духовенства з Вітебської, Гродненської, Мінської та двох повітів (Браславського та Ошмянського) Віленської губерній. Переважна більшість з них (132 особи) були з Мінської, Гродненської та білоруських повітів Віленської губерній, у той час як із Вітебської губернії лише 4 представники католицького духовенства долучилися до повстання, а з Могильовської губернії взагалі жодного. Деякі католицькі ченці навіть узяли до рук зброю, інші служили капеланами у партизан; ксьондзи формували озброєні військові загони. Активність католицького духовенства різко контрастувала з пасивністю православного — всього в Білорусі у повстанні брали участь 162 священика, лише один з яких був православним.
Участь католицького священицтва в антиросійських повстаннях призвела до репресій проти Католицької церкви. У період 1830—1870 рр. були зачинені майже всі католицькі монастирі та навчальні заклади через звинувачення ченців та священиків у нелояльності. Монастирі, які залишилися, було виведено з підпорядкування провінціалів і передано під безпосереднє керівництво місцевим єпископам (жіночі) чи представникам білого священицтва, яких затверджував міністр внутрішніх справ за представленням єпископів (чоловічі, з 1842 р.). У 1839 році унію було ліквідовано і почалося примусове переведення населення до православ'я. Усіх католиків було оголошено «поляками», а православних — «росіянами». Чисельність католицького населення латинського обряду дещо збільшилася (до 20 %) за рахунок переходу до нього греко-католиків.
У 1866 році російський уряд перестав виконувати умови конкордату: права колегії було знову розширено (хоча її колишнє положення не відновилося). У 1869 році було ліквідовано Мінську дієцезію: її територію було приєднано до Віленської, а у 1883 році — до Могильовської. Була скасована і Кам'янецька дієцезія. Білоруські губернії увійшли до складу двох дієцезій — Віленської (Віленська і Гродненська губернії) та Могильовської, до якої, окрім Вітебської, Могильовської, Мінської та Смоленської, увійшли всі великоросійські губернії (за винятком Саратовської, Самарської і Астраханської), Велике Князівство Фінляндське та Остзейський край (за винятком Курляндської губернії).
Римська курія не погодилась з таким поділом, вважаючи його незаконним. У 1875 році папство визнало римо-католицьку духовну колегію, але лише як установу, яка завідує адміністративно-господарчими справами. Вона складалася з двох членів (під керівництвом могильовського архієпископа) та 12 засідателів. У 1883 році Папа Римський уклав нову угоду з російським урядом та доручив управління костелами колишньої Мінської дієцезії могильовському архієпископу.
Духовну освіту наприкінці XVIII — першій пол. XIX ст. римо-католицьке духовенство Білорусі отримувало у Римі, Віленській римо-католицькій духовній академії, Полоцькій єзуїтській академії та семінаріях у Вільні, Білостоці, Могильові та Мінську. У другій пол. XIX ст. у Російській імперії діяв один вищий навчальний заклад — Римо-католицька духовна академія у Санкт-Петербурзі — та середні навчальні заклади — по одній семінарії у кожній дієцезії. Могильовська архідієцезіальна семінарія також знаходилася у Санкт-Петербурзі; у 1881 році серед її вихованців були 48 поляків, 26 литовців, 10 білорусів та один німець. У 1872 році в Мінську ксьондз Ф. Сенчиковський заснував училище для костельних органістів. Традиційна діяльність католицького духовенства — виховання громадської молоді — поступово витіснялася після скасування у XIX ст. єзуїтських установ, шкіл та колегіумів піарів і домініканців. 10 грудня 1892 року згідно з указом імператора всі училища, які досі лишалися при костелах, були передані міністерству народної освіти на загальних підставах. Видавнича діяльність церкви обмежувалася виданням вказівок для оголошення у костелах та т. зв. рубрицеліїв латинською мовою (з 1860-х рр. уряд вживав певних заходів, щоб зробити їх російськомовними).
Протягом 1864—1897 років кількість католиків у п'яти губерніях з переважно білоруським населенням виросла з 1333,7 до 1947,6 тисяч, тобто на 46 % (кількість православних за цей же час виросла на 104,4 %). У Віленській губернії кількість католиків зросла з 607,5 до 935,8, у Вітебській — з 230,2 до 357,3, у Гродненській — з 273,1 до 386,5, у Мінській — з 179,9 до 217,9, а у Могильовській — з 43 до 50,1 тисяч осіб. Більш швидкий ріст кількості православного населення частково пояснюється активізацією переходів із католицизму до православ'я після повстання 1863-64 років: православні отримували додаткові права та економічні привілеї. Також відомі випадки примусової зміни конфесії. Низка костелів після повстання було закрито та передано православному духовенству: наприклад, у Гродненському деканаті в 1864 році нараховувалося 25 костелів та каплиць, два роки потому їх лишилося 11, у Слонімському деканаті — 33 і 5, а в Лідському — 20 і 13 відповідно. Вісьмох місцевих ксьондзів, які брали участь у повстанні, було страчено, а ще кілька десятків заслали до Сибіру. Одним із способів здійснення політики русифікації стали спроби заміни в костелах допоміжної польської мови російською. Указ про віротерпимість від 17 квітня 1905 року, який дозволив православним переходити до інших конфесій, зміцнив позиції католицтва у Білорусі: лише за 1905-06 роки з православ'я офіційно перейшли до католицтва 46 503 мешканці Віленської, Вітебської, Мінської, Гродненської та Могильовської губерній.
Також в умовах відносної лібералізації міжконфесійних стосунків поступово почав розвиватися білоруський національний рух, який також підтримувала частина католицького духовенства. Багато діячів білоруського національного відродження на початку XX століття були католиками.

### Міжвоєнний період

#### БРСР

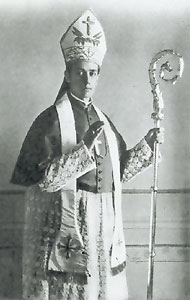
Зигмунд Лозинський

Станом на 1917 рік на території сучасної Білорусі налічувалось 456 костелів та 162 каплиці.
Після Жовтневої революції 1917 року радянський уряд ухвалив низку законодавчих актів щодо скасування будь-яких національно-релігійних обмежень і привілеїв, а також щодо позбавлення церкви земельної власності, державних дотацій, прав контролювати шкільну освіту та сімейне життя. В умовах невтручання держави до внутрішньоцерковних справ у листопаді 1917 року було відновлено Мінську дієцезію. Але держава новим законодавством фактично виключила релігію та церкву (у тому числі Католицьку) зі сфери громадсько-політичного життя та почала масштабну атеїстичну пропаганду. У свою чергу Католицька церква ворожо зустріла нову владу та незадоволено сприйняла її соціальні перетворення. В умовах поділу Білорусі між Польщею і БРСР та зміцнення антирелігійної політики останньої діяльність Могильовської архідієцезії і Мінської дієцезії була майже повністю паралізована.
Після закінчення радянсько-польської війни у БРСР почалась організована кампанія по боротьбі з релігією, від якої постраждали і католики. У 1921 році єпископ Зигмунд Лозинський був змушений виїхати до Західної Білорусі, де у 1925 році очолив новостворену Пінську дієцезію. 23 червня 1922 року, незважаючи на протести вірян та ноту міністерства закордонних справ Польщі, було відкрито мощі святого Андрія Боболі, які два роки потому були передані до Ватикану. У 1922 році у зв'язку з голодом на Поволжі проводилася конфіскація костельного майна, зокрема, на потреби індустріалізації конфіскувалися дзвони. У Мінську згодом було організовано демонстративний судовий процес над католицьким духовенством, яке опиралося цій експропріації. Також проводилися судові процеси над представниками католицького священицтва, яких звинувачували у контрреволюційній діяльності та шпіонажі на користь Польщі. Відтак у Мінську відбувся суд на групою ксьондзів (Я. Василевський, Адам Лісовський та М. Томашевський), які були засуджені до різних строків ув'язнення. У 1923 році в Москві пройшов процес над 14 священиками, двоє з яких були засуджені до розстрілу — ксьондз Костянтин Ромуальд Будкевич та архієпископ Ян Цепляк (останнього було помилувано та вислано з СРСР). Велику роль в атеїстичній роботі відіграла Спілка войовничих безбожників, в осередку якої була антикатолицька польська секція. З 1929 року почалась нова хвиля переслідувань, в результаті якої станом на 20 грудня 1936 року закритими у БРСР числилися 95 костелів, а діючими — 18.
Станом на 1939 рік у БРСР було зачинено майже всі католицькі костели, а у десяти формально діючих костелах не було жодного священика. Більшість католицьких священиків було страчено.

#### Західна Білорусь
У Західній Білорусі, яка опинилась у складі Польщі, Католицька церква навпаки знаходилася у більш сприятливих умовах та займала привілейоване положення: в ході кампанії ревіндикації костели, передані православним наприкінці XIX століття, були повернені католикам, а держава сприяла переходу громадян до католицизму. Конституції 1921 та 1935 років визнавали рівність релігій та право на вільне віросповідання, проте польський уряд розглядав Католицьку церкву як опору для проведення своєї політики на «східних кресах». Церква не була відділеною від школи, і тому мала великий вплив на освіту. Костели та монастирі також відкривали школи, піклувалися про дитячі будинки, виховували дітей та молодь у дусі католицтва та відданості польській державі. Майже уся територія Західної Білорусі входила до Віленської митрополії, яка складалася з Віленської архідієцезії і Пінської та Ломжинської дієцезій.
У середині 1920-х років у Дрогичині та Пінську відкрилися духовні семінарії та відроджувалися монастирі. Активно будувалися нові костели: відтак станом на 1914 рік у Новогрудському повіті було 9 костелів, а на 1939 рік — 37. Нерухоме майно Католицької церкви у Білостоцькому, Віленському, Новогрудському та Поліському воєводствах складало 14 565 га орної землі (без земель, які належали віленському архієпископу та пінському єпископу). Костелам також належали промислові підприємства — невеликі фабрики, заводи, лісопильні, млини тощо. Під впливом церкви знаходився ряд масових організацій, створених з метою укріплення католицтва, виховання у дусі неприйняття більшовизму і комуністичних ідей та змагання з революційним рухом: «Акція католицька», «Зухи», Католицькі союзи жіночої та чоловічої молоді, «Стрільці», «Товариство католицької молоді», «Харцери» та інші. Прихильники білоруського національного руху серед католицького духовенства об'єднувалися у Білоруську Християнську Демократію, діячів та лідерів якої польський уряд однак переслідував. Деякі ксьондзи за власною ініціативою почали регулярно читати проповіді білоруською мовою замість традиційної польської, також почався переклад Біблії білоруською. Цілеспрямована державна підтримка католицизму призвела до збільшення частки католиків на західнобілоруських землях (з 42,7 % у 1921 році до 48 % у 1931 році).
Католицька церква мала свій масовий друк. Для Західної Білорусі здебільшого призначалися видання «Nowo życie», «Słowo», «Gazeta kartuzka». Францисканці під керівництвом Максимілана Кольбе видавали у Гродно часопис «Rycerz Niepokalanej» та газету «Mały dziennik». Після входу Західної Білорусі до складу БРСР радянське законодавство щодо культів поширилось і на нові території. Вплив Католицької церкви різко скоротився, а ксьондзи та ченці також зазнавали репресій.

### Друга Світова війна

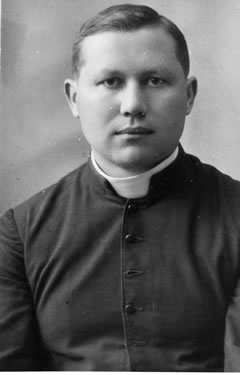
Блаженний Юрій Кашира

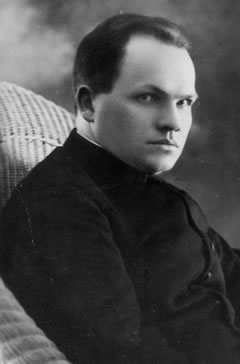
Блаженний Антоній Лещевич

Під час Другої Світової війни німецький окупаційний уряд (особливо Вільгельм Кубе) проводив у Білорусі політику лавірування стосовно Католицької церкви. Спочатку окупанти дозволили відродити релігійне життя з метою використати антирадянські настрої вірян та католицьких священиків у своїй пропаганді; однак вони боялися пропольських настроїв. У 1942 році білоруські католики в листі до Кубе просили дозволу на проведення білорусизації Католицької церкви. Частина білоруських ксьондзів (наприклад, Вінцент Годлевський) спробувала співпрацювати з окупаційним урядом, але невдало. Багато ксьондзів брали участь в антифашистському русі, — особливо активним було польське священицтво в Армії Крайовій, яка навіть видавали для капеланів та офіцерів підпільний часопис «Sursum corda». За участь в антифашистському русі більше ніж 100 католицьких священиків (у тому числі Юрій Кашира, Антоній Лещевич та сестри-назаретанки) було страчено. Станом на 1945 рік у Білорусі залишилося 325 костелів, а 90 були зруйновані під час війни.

### БРСР
Після війни почалась нова хвиля скасування парафій та обмеження діяльності Католицької церкви. Священики масово виїжджали до Польщі, певну частину їх було репресовано. Станом на 1 грудня 1960 року у БРСР існувало 191 католицьке об'єднання зі 102 священиками, а на 1985 рік — 96 об'єднань з 52 священиками. Єпископи у дієцезіях не призначалися. Зв'язки Католицької церкви з Ватиканом було порушено (вони здійснювалися нелегально через єпископат Польщі). Кадри духовенства для Білорусі з 1975 року проходили підготовку у Ризькій католицькій духовній семінарії.
У зв'язку з перебудовою в СРСР і встановленням дипломатичних стосунків з Ватиканом поліпшилася ситуація і в Білорусі. 25 липня 1989 року папа Іван Павло II рукопоклав у єпископи та призначив апостольським адміністратором Мінська та всієї Білорусі Тадеуша Кондрусевича. Таким чином була відроджена Мінська дієцезія. У 1990 році в Гродно було створено католицьку семінарію. У 1991 році була утворена Мінсько-Могильовська архідієцезія (митрополія, у межах Мінської та Могильовської областей) з підпорядкуванням останньої Пінській дієцезії (у межах Брестської та Гомельської областей). 13 травня 1991 року замість Тадеуша Кондрусевича, призначеного апостольським адміністратором європейської частини Росії, Мінсько-Могильовським єпископом став Казимір Свіонтек. 13 квітня 1991 року у межах Гродненської області було створено Гродненську дієцезію, яку очолив Олександр Кашкевич. 27 липня 1991 року було проголошено незалежність Білорусі.

### Сучасна Білорусь

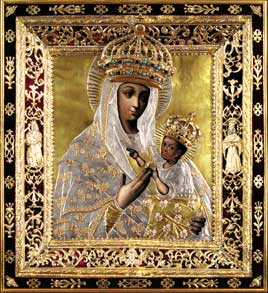
Будславська ікона Божої Матері — одна з головних святинь Білорусі

5 липня 1992 року створено митрополитальну комісію з перекладу літургійних текстів і релігійної літератури білоруською мовою, завдяки якій до видання було підготовлено основні літургійні тексти та низку інших матеріалів. 11 листопада 1992 року були налагоджені дипломатичні стосунки між Білоруссю та Ватиканом і створено Нунціатуру Святого Престолу в Республіці Білорусь. Першим нунцієм 18 травня 1994 року було призначено архієпископа Агостино Маркетто. 26 листопада 1994 року Казимір Свіонтек був призначений кардиналом. 15 квітня 1996 року апостольським нунцієм для Білорусі призначено архієпископа Домініка Грушовського. За даними на 2016 рік апостольським нунцієм у Білорусі є Габор Пінтер.

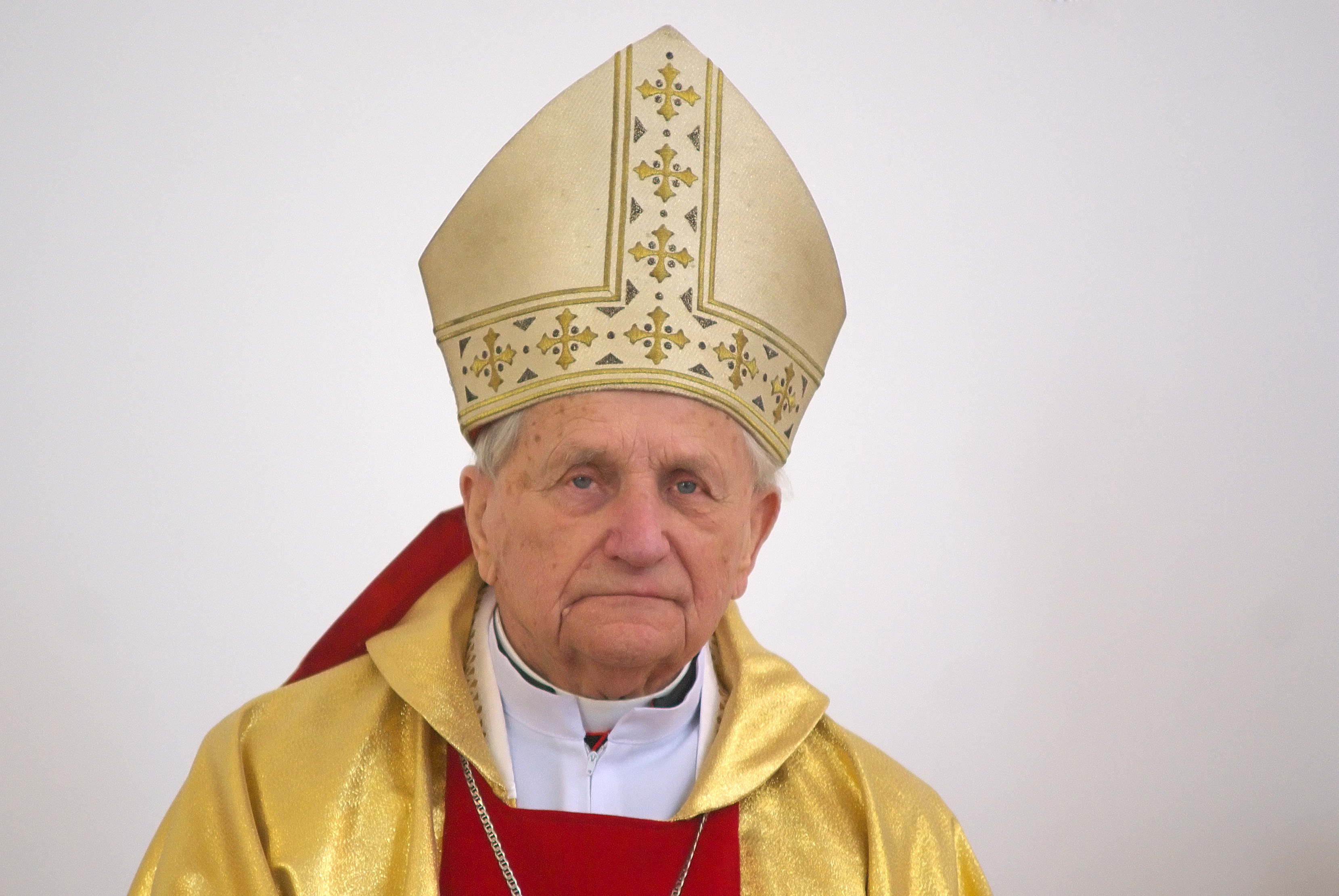
Казимір Свіонтек

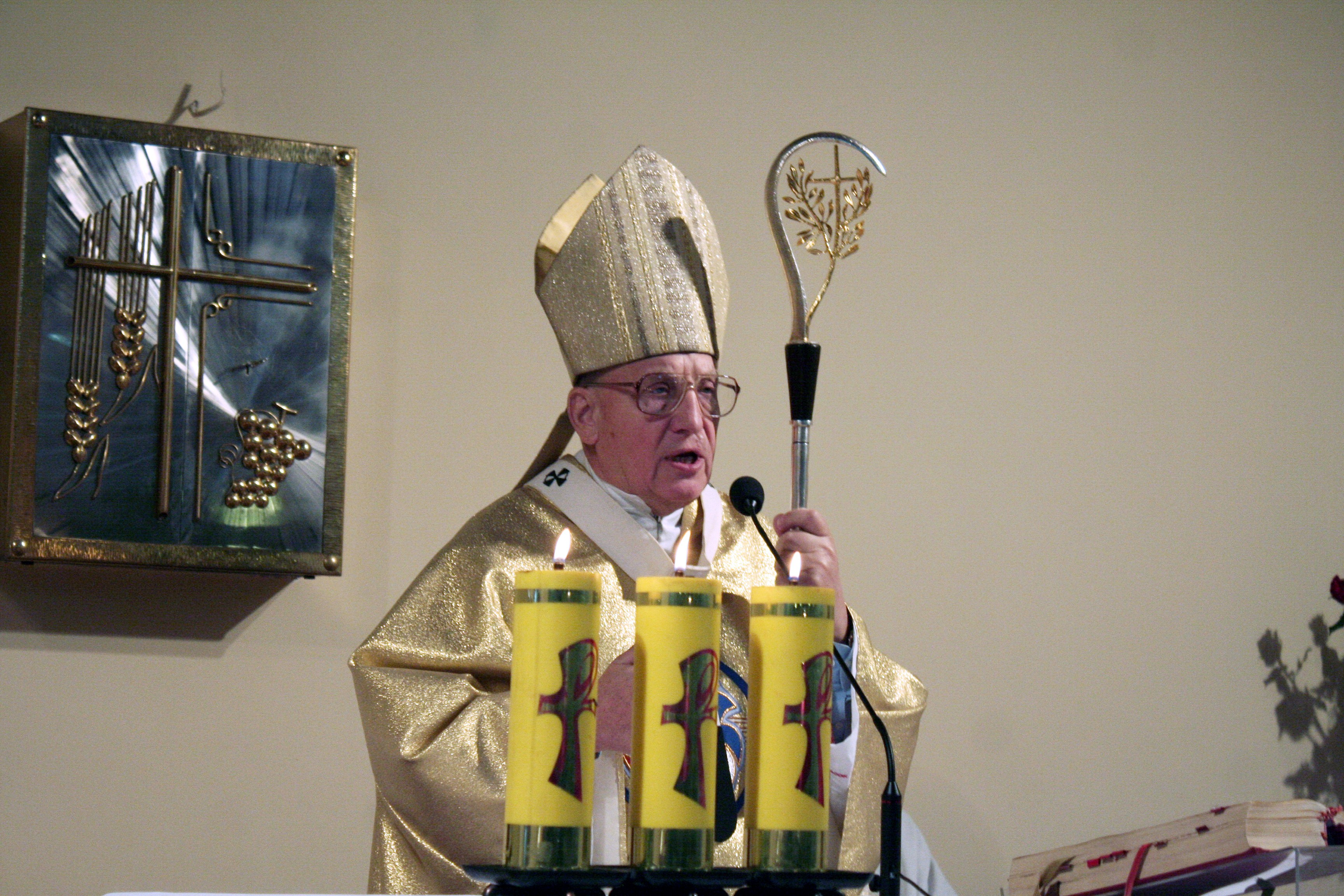
Тадеуш Кондрусевич

У 1998—1999 рр. Апостольською Столицею були названі допоміжні єпископи для Гродненської та Пінської дієцезій, а також для Мінсько-Могильовської архідієцезії (Антоній Дем'янко, Казимір Великоселець та Кирило Климович відповідно). 25 грудня 1999 року було створено Конференцію католицьких єпископів Білорусі на чолі з Казиміром Свіонтеком (з червня 2006 року її очолює єпископ Олександр Кашкевич). 13 жовтня 1999 року у межах Вітебської області утворена Вітебська дієцезія, першим єпископом якої став Владислав Блін.
30 вересня 2000 року завершив свою роботу Синод Мінсько-Могильовської архідієцезії та Вітебської і Пінської дієцезій — перший Синод за усі післявоєнні роки, який тривав чотири роки. Синод випрацював Статути Римо-католицької церкви за всіма головними напрямами своєї діяльності. 22 листопада 2001 року апостольським нунцієм для Білорусі було акредитовано архієпископа Івана Юрковича, а 15 вересня 2004 року — Мартина Відовича. 14 червня 2006 року кардинал Свіонтек був звільнений зі всіх своїх посад, окрім посади пінського єпископа; виконувачем обов'язків було призначено Антонія Дем'янка. 21 вересня 2007 року архієпископом-митрополитом Мінсько-Могильовським став Тадеуш Кондрусевич. З 18 по 22 червня 2008 року відбувся візит Державного секретаря Ватикану — кардинала Тарчізіо Бертоне. Архієпископа Тадеуша Кондрусевича 26 лютого 2009 року обрано намісником голови Консультативної міжконфесійної ради при Уповноваженому у справах релігій та національностей. У травні 2009 року відбувся перший в історії візит президента Білорусі до Ватикану, де він зустрівся з Папою Бенедиктом XVI.

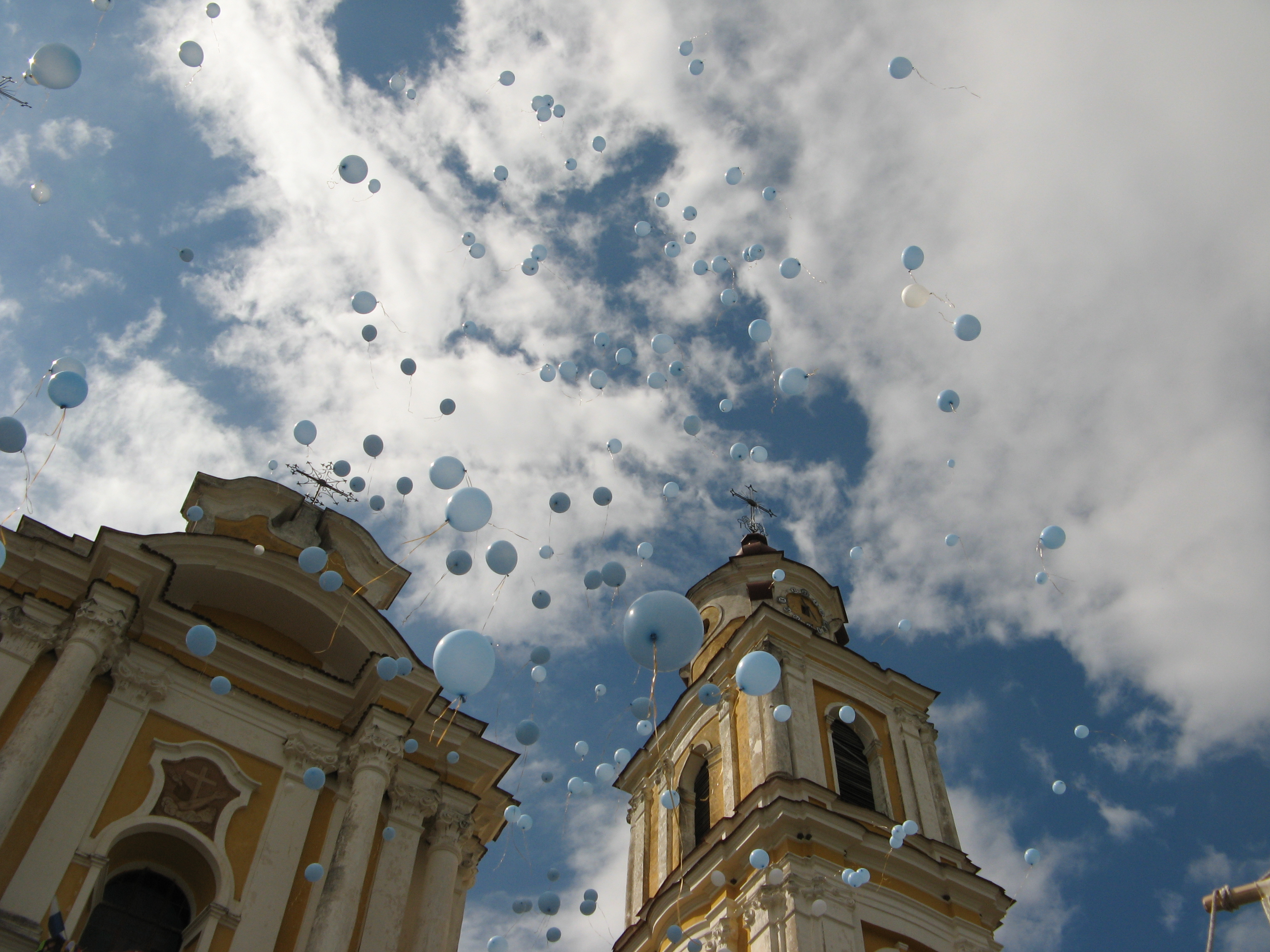
Під час свята Пресвятої Діви Марії Будславської, 2008 рік

Римо-католицька церква здійснює масштабну видавницьку діяльність. Наразі у Білорусі видаються наступні католицькі періодичні видання: часописи «Наша вера» (з 1995 року; Мінськ), «Дыялог» (з 1994 року, Барановичі), «Ave Maria» (з 1994 року, часопис Мінсько-Могильовської архідієцезії), «Ave Maria. Маленькі рыцар Беззаганнай» (Мінськ), «Misericordia» (Гродно) та газети «Слова Жыцця» (Гродно), «Odkupiciel» (Гродно), «Каталіцкія навіны» (з 1995 року, Мінськ-Могильов), «Голас Душы» (Мінськ), «Любите друг друга» (Мінськ). Також функціонує видавництво «Pro Christo», яке випускає релігійну літературу білоруською мовою. У 2011 році Тадеуш Кондрусевич виступив з ініціативою організації в Білорусі трансляцію міжнародного католицького Радіо Марія.
Богослужіння ведуться білоруською та польською мовами. Білоруське радіо щонеділі транслює меси білоруською мовою з архікафедрального костелу Пресвятої Діви Марії у Мінську, а республіканське телебачення показує святкові різдвяні та великодні богослужіння з костелів країни, у ряді випадків проводиться пряме включення фрагментів святкових богослужінь з Ватикану. Католицтво у Білорусі 1 квітня 2008 році брало участь у проведенні телемосту, присвяченого VI Європейському Дню студента, молоді з 14 країн світу та за участі Папи Римського Бенедикта XVI.
Окрім цього щороку проводяться масові паломництва, передусім до с. Будслав Мядельського району (щолипня). В Могильові організовано фестиваль духовної музики «Магутны Божа», а у Вітебській дієцезії з 2005 року проводиться міжнародний фестиваль католицького кіно «Магніфікат». 17 травня 2008 року у Вітебську також було проведено IV Міжнародну науково-практичну конференцію «Проблеми медичної етики у сучасному світі».
Ще церква активно займається благодійністю. У Гомелі створено притулок на 50 осіб, який обслуговується сестрами милосердя ордену Матері Терези. При Конференції католицьких єпископів Білорусі та в усіх дієцезіях діють філіали благодійної організації «Карітас», які надають значну допомогу дітям та бідним.
Католицька церква відіграє важливу роль у релігійному житті країни, являючись другою за кількістю вірян конфесією у Білорусі. Вона підтримує конструктивні відносини з Білоруською православною церквою та іншими конфесіями й релігійними напрямами. Визнання духовної, культурної та історичної ролі Католицької церкви у Білорусі зазначене у преамбулі прийнятого в жовтні 2003 року Закону Республіки Білорусь «Про свободу совісті та релігійні організації». У 2005 році премією Президента Республіки Білорусь «За духовне відродження» було відзначено діяльність священика парафії Святої Анни у с. Мосар Глибоцького району ксьондза Юозаса Бульки, а у 2007 році — діяльність єпископа Вітебської дієцезії Владислава Бліна.
Католики візантійського обряду об'єднані у Білоруську греко-католицьку церкву.

## Статистика
За даними на 2009 рік у Білорусі нараховується (за даними самої Католицької церкви) 1 402 605 вірян-католиків (15 % населення країни), які об'єднані у 619 парафій та 4 дієцезії:
- Вітебська дієцезія (137 парафій, 151 тис. вірян)
- Гродненська дієцезія (189 парафій, 630 тис. вірян)
- Мінсько-Могильовська архідієцезія (222 парафії, 610 тис. вірян)
- Пінська дієцезія (71 парафія, 50 тис. вірян)

Традиційно католики переважають серед мешканців Гродненської області, але і в інших частинах країни є доволі розвинута мережа католицьких парафій. Почесний статус малої базиліки присвоєно трьом храмам: костелу Вознесіння Святої Діви Марії (Будслав), собору Святого Франциска Ксаверія (Гродно) та костелу Небовзяття Пресвятої Діви Марії (Пінськ).
За даними на липень 2010 року, представленими апаратом Уповноваженого у справах релігій та національностей Республіки Білорусь, 58,9 % населення вважають себе віруючими. З них 12 % відносять себе до Римо-католицької церкви (тобто 7 % всього населення країни). Згідно з тими ж даними, лише половина католиків регулярно відвідує богослужіння.
За даними довідки про етноконфесійну ситуацію в РБ за 2013 рік в країні діють 479 католицьких храмів; ще 31 храм знаходиться у стадії будівництва.
В останні 20 років кількість парафій Римо-католицької церкви збільшилась у чотири рази; станом на 1 грудня 2009 року у Республіці Білорусь налічувалося 467 парафій (в тому числі у 2008 році зареєстровано 10 парафій, а у 2007 — 17). У країні діють 9 римо-католицьких місій та 9 чернечих спілок (у тому числі одна чернеча спілка, зареєстрована 2009 року). У 2008 році було завершено спорудження двох нових костелів. Рівень забезпеченості римо-католицьких парафій культовими спорудами складає більше ніж 96 % і є найвищим серед усіх конфесій країни. За період з 1988 по 2008 рік держава передала церкві близько 300 об'єктів для релігійних цілей.
У Гродно та Пінську діють дві вищих духовних семінарії (з 1990 та 2001 року відповідно) котрі за час своєї діяльності підготували більше 200 священиків. з 2009 року у Барановичах діє катехетична колегія для мирян. В серпні 2013 року було відкрито Мінську теологічну колегію святого Йоана Хрестителя. Також громадяни Республіки Білорусь направляються для навчання до духовних навчальних закладів інших країн. Студенти духовних семінарій мають відстрочку від призову на військову службу. Згідно з Указом Президента Республіки Білорусь у 2008 році відстрочку надано 56 студентам і священикам, а у 2009 році — 44.
Окрім цього Католицька церква визнана традиційною релігією та звільнена від сплати податків, але в той же час вона не має фінансової підтримки держави. Через нестачу кадрів у країні працює немало представників духовенства з Польщі та інших країн. Так, згідно з довідкою про етноконфесійну ситуацію в Республіці Білорусь у 2013 в країні служать 449 священиків, з них 135 — іноземні громадяни. Відомо про деяких ксьондзів, депортованих з країни за порушення візового режиму та строків перебування в РБ.
| Назва конфесії                     | Берестейська область | Вітебська область | Гомельська область | Гродненська область | Могильовська область | Мінська область | Мінськ | Всього по країні |
| ---------------------------------- | -------------------- | ----------------- | ------------------ | ------------------- | -------------------- | --------------- | ------ | ---------------- |
| Римо-католицька церква             | 55                   | 92                | 17                 | 170                 | 23                   | 94              | 19     | 470              |
| Білоруська греко-католицька церква | 3                    | 3                 | 1                  | 2                   | 1                    | 1               | 3      | 14               |
| Всього                             | 58                   | 95                | 18                 | 172                 | 24                   | 95              | 22     | 484              |